# Lorraine Gary
Lorraine Gary (nascuda com Lorraine Gottfried; Nova York, 16 d'agost de 1937) és una actriu estatunidenca, coneguda pel seu paper d'Ellen Brody en les pel·lícules Tauró, Tauró 2 i Tauró, la venjança. També va aparèixer en les pel·lícules 1941 i Car Wash.

## Biografia
Gary va néixer en Forest Hills, Queens, Nova York, filla de Betty i George Gottfried, un gerent de negocis d'entreteniment. Gary va ser estrella convidada en set episodis de la sèrie de televisió Ironside, entre ells Tom Dayton Is Loose Among Us, en el qual va interpretar a la substituta de la bibliotecària Miss Kirk, que empeny a l'inestable Tom Dayton, i "In Search of an Artist", com una dona amb problemes alcohòlics que està involucrada en un assassinat.
Va actuar en altres sèries de televisió, incloent Night Gallery, McCloud, Kojak i The F.B.I..
Està casada amb l'executiu de la indústria de l'entreteniment Sidney Sheinberg, amb qui ha tingut dos fills. El personatge de Lorraine McFly en la trilogia cinematogràfica de Back to the Future va ser nomenat així en honor de Gary. Es va retirar durant vuit anys després de 1941, però després va tornar per interpretar Ellen Brody en Tauró, la venjança. No ha tornat al cinema o la televisió des de 1987.

## Filmografia

### Cinema
| Any  | Títol                              | Paper        | Notes |
| ---- | ---------------------------------- | ------------ | ----- |
| 1975 | Tauró                              | Ellen Brody  |       |
| 1976 | Car Wash                           |              |       |
| 1977 | I Never Promised You a Rose Garden | Ester Blake  |       |
| 1978 | Zero to Sixty                      | Billy-Jon    |       |
| 1978 | Jaws 2                             | Ellen Brody  |       |
| 1979 | Just You and Me, Kid               | Shirley      |       |
| 1979 | 1941                               | Joan Douglas |       |
| 1987 | Jaws: The Revenge                  | Ellen Brody  |       |